# Václav Vašák (herec)
Václav Vašák (* 28. června 1975 Humpolec) je český divadelní, filmový a televizní herec.

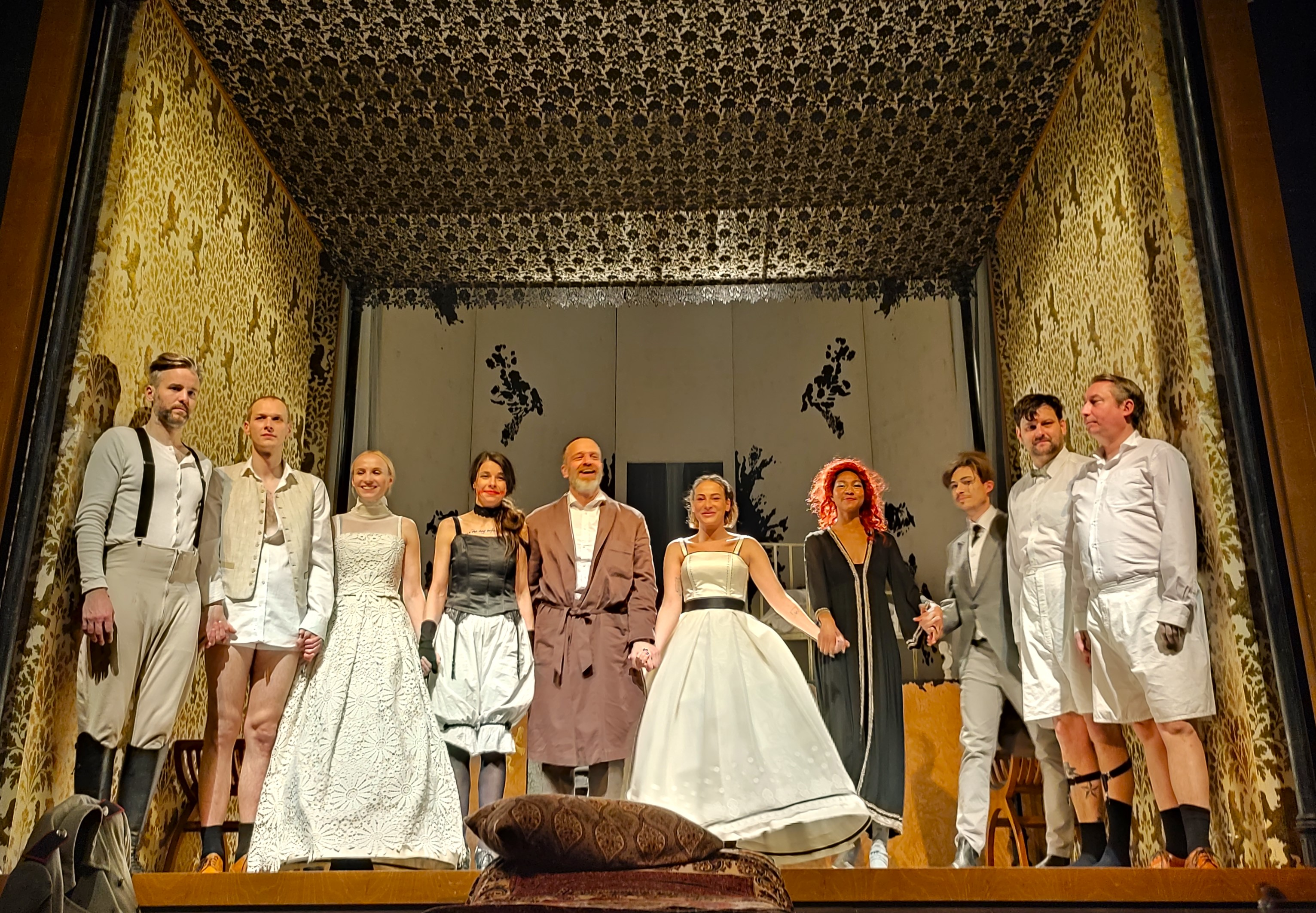
Václav Vašák jako Sigmund Freud (uprostřed v županu) ve hře Davida Jařaba Freudovo pozdní odpoledne

## Životopis
V letech 1995 až 2000 vystudoval činoherní herectví na Divadelní fakultě Janáčkovy akademie múzických umění v Brně. Po studiích začal hrát v Národním divadle Brno. V roce 2003 odjel na rok na Nový Zéland, poté se vrátil do angažmá v brněnském Národním divadle. V roce 2007 získal na Cenách českého divadla 3. místo v kategorii nejlepší mužská role, za roli Franka ve hře Larse Noréna Démoni. V roce 2011 z angažmá v Brně odešel.
V roce 2010 se dostal do širší nominace na Cenu Thálie za ztvárnění Jiřího Voskovce v inscenaci Korespondence V+W. Také se spolu s Jiřím Vyorálkem umístil na 2. příčce v kategorii nejlepší mužská role na Cenách českého divadla 2011. V roce 2011 přesídlil do Prahy, kde hrál čtyři roky v angažmá v Divadle na Vinohradech. V roce 2011 se znovu dostal do širší nominace na Cenu Thálie, tentokrát za roli Valmonta ve stejnojmenné inscenaci Daniela Špinara v Národním divadle Brno.
Od roku 2015 je v angažmá v Divadle Na zábradlí. Kromě divadelního, televizního a filmového herectví také účinkuje v reklamách.

## Filmografie
| Rok       | Název                            | Role                  | Poznámky                                                           |
| --------- | -------------------------------- | --------------------- | ------------------------------------------------------------------ |
| 2007      | Četnické humoresky               |                       | seriál                                                             |
| 2008      | Vy nám taky, šéfe!               | účetní                |                                                                    |
| 2008      | Tajemství dešťového pokladu      | jeskyňář              | televizní film                                                     |
| 2011      | Expozitura                       | sadista               | seriál, díl: „Hyena“                                               |
| 2011      | Okno do hřbitova                 | číšník                | seriál, díl: „Sací koš“                                            |
| 2012      | Vyprávěj                         |                       | seriál, díl: „Havel na Hrad!“                                      |
| 2012      | Kriminálka Anděl                 | MUDr. Viktor Martinic | seriál, díl: „Krása bolí“                                          |
| 2012      | Cesty domů                       |                       | seriál, díl: „Hrdinové to mají těžké“                              |
| 2013      | Gympl s (r)učením omezeným       |                       | seriál, díl: „Škola zlomených srdcí“                               |
| 2014      | Tři bratři                       |                       |                                                                    |
| 2014–2015 | Ulice                            | Weber                 | seriál                                                             |
| 2015      | Vraždy v kruhu                   | Rosťův bratr          | seriál, díly: „Zlíbám tě, až zabiješ“ a „Budu v tvých vzpomínkách“ |
| 2015      | Ordinace v růžové zahradě 2      |                       | seriál                                                             |
| 2016      | Teorie tygra                     | vyšetřovatel          |                                                                    |
| 2016      | Ohnivý kuře                      |                       | seriál, díl: „Pády a pády“                                         |
| 2016      | Rapl                             | Herz                  | seriál, díl: „Agent“                                               |
| 2016      | Případy 1. oddělení              | kapitán Zdeněk Křen   | seriál, díl: „Děti na odpis“                                       |
| 2016      | Málo lásky                       | Mirek                 | studentský film                                                    |
| 2017      | Specialisté                      | Robert Řehák          | seriál, díl: „Poslední blues “                                     |
| 2017      | Policie Modrava                  | Ing. Viktor Procházka | seriál, díl: „Nehoda“                                              |
| 2017      | Modrý kód                        | Tomáš Kocman          | seriál                                                             |
| 2017      | Dáma a Král                      |                       | seriál, díl: „Krvavá svatba“                                       |
| 2017      | PRAY                             |                       | krátkometrážní film                                                |
| 2018      | Polda                            | Milan Šíma            | seriál, díl: „Samí zrádci“                                         |
| 2018      | Specialisté                      | Vladimír Hodr         | seriál, díl: „Duel“                                                |
| 2018      | Sběratel                         |                       | studentský film                                                    |
| 2018      | Na okraji lesa                   |                       | studentský film                                                    |
| 2018      | Milenky                          | Adam                  | seriál                                                             |
| 2018      | Zoufalé ženy dělají zoufalé věci | porodník Michal Bendl |                                                                    |
| 2018–2019 | Krejzovi                         | Vladimír Pešek        | seriál                                                             |
| 2020      | Smečka                           | trenér                |                                                                    |
| 2021      | Anatomie života                  | doktor Tomáš Navrátil | seriál                                                             |
| 2021      | Zrcadla ve tmě                   | choreograf            |                                                                    |
| 2021      | Pan profesor                     | Lipták                | seriál, díl: Box                                                   |
| 2022      | Mimořádná událost                | hejtman               |                                                                    |
| 2022      | Hranice lásky                    |                       |                                                                    |
| 2022      | Šéfka                            |                       | televizní seriál                                                   |
| 2023      | Hadí plyn                        |                       |                                                                    |

## Divadelní role, výběr
- 2006 Lars Norén: Démoni, Frank, Divadlo Reduta, režie André Hübner-Ochodlo[12]
- 2007 Sofoklés: Antigona, Haimón, Mahenovo divadlo, režie Martin Čičvák[13]
- 2010 Jiří Voskovec, Jan Werich, Dora Viceníková: Korespondence V+W, Jiří Voskovec, Mahenovo divadlo a Divadlo Na zábradlí, režie Jan Mikulášek
- 2011 Daniel Špinar: Valmont, Valmont, Divadlo Reduta, režie Daniel Špinar[14]
- 2015 Jan Mikulášek, Dora Viceníková a kol.: Hamleti, Hamlet, Divadlo Na zábradlí, režie Jan Mikulášek
- 2015 David Ives: Venuše v kožichu, Thomas, Prague Shakespeare Company, režie Guy Roberts a Jessica Boone[15]
- 2017 William Shakespeare, David Jařab: Macbeth - Too Much Blood, Macduff, Divadlo Na zábradlí, režie David Jařab
- 2018 Thomas Bernhard: Mýcení, John, Divadlo Na zábradlí, režie Jan Mikulášek
- 2018 Marina Carr, Anna Saavedra: Konec Faidry / Prosebnice, Theseus, Divadlo Letí a Tygr v tísni, režie Martina Schlegelová[16]
- 2019 Joseph Conrad, David Jařab: Tajný agent, Heat, Divadlo Na zábradlí, režie David Jařab
- 2019 Jáchym Topol: Kouzelná země, Karel, Stavovské divadlo, režie Jan Mikulášek[17]
- 2022 David Jařab: Freudovo pozdní odpoledne, režie David Jařab [18]
- 2023 Lev Nikolajevič Tolstoj–Armin Petras: Vzkříšení, režie Jan Mikulášek[19]]